# سیارک ۹۲۹۱
سیارک ۹۲۹۱ (به انگلیسی: 9291 Alanburdick، نامگذاری:1982QO) نه هزار و دویست و نود و یکمین سیارک کشف شده‌است که در ۱۷ اوت ۱۹۸۲ کشف شد.
قدر مطلق سیارک برابر ۱۳٫۴۰ است.